# Kreisky-Peter-Wiesenthal-Affäre
Als Kreisky-Peter-Wiesenthal-Affäre wurde ein 1975 ausgebrochener Konflikt zwischen dem sozialdemokratischen österreichischen Bundeskanzler Bruno Kreisky und dem Wiener „Nazi-Jäger“ und ÖVP-Anhänger Simon Wiesenthal bezeichnet, in dem es um die Tätigkeit des FPÖ-Vorsitzenden Friedrich Peter im Nationalsozialismus ging. In der Auseinandersetzung spielten antisemitische Ressentiments und der Umgang Österreichs mit seiner nationalsozialistischen Vergangenheit eine Rolle. Kreisky spielte in dieser Affäre eine umstrittene Rolle.

## Vorgeschichte
1970 hatte Wiesenthal gegen vier Minister der von der FPÖ tolerierten SPÖ-Minderheitsregierung Kreiskys mit NS-Vergangenheit protestiert: Otto Rösch (Innenminister), Erwin Frühbauer (Verkehrsminister), Josef Moser (Bautenminister) und Hans Öllinger (Landwirtschaftsminister). Öllinger, der bei der SS gewesen und dies Kreisky vor seiner Nominierung durch die SPÖ Kärnten nicht bekannt gewesen war, wurde nach einem Monat durch Oskar Weihs, der lediglich NSDAP-Mitglied gewesen war, ausgetauscht (siehe Bundesregierung Kreisky I). Den anderen war nichts Spezielles vorzuwerfen, hatte sich doch die SPÖ schon seit Langem um die Integration ehemaliger Nationalsozialisten bemüht (Rösch gehörte bis 1983 allen vier Regierungen Kreisky an).
Bereits auf dem Bundesparteitag der SPÖ am 11. Juni 1970 kam es zu heftigen Attacken auf Wiesenthal: Leopold Gratz, damals SPÖ-Zentralsekretär und Unterrichtsminister, kam in seiner Rede unter anderem auch auf Wiesenthals Dokumentationszentrum des Bundes Jüdischer Verfolgter des Naziregimes zu sprechen:

„[…] zum sogenannten Dokumentationszentrum – weil es manchmal einen Nimbus hat, den es nicht verdient – möchte ich in allem Ernst sagen, dass der parlamentarische Spionage-Untersuchungsausschuss aufgezeigt hat, dass hier eine private, ich möchte sagen, Spitzel- und Staatspolizei aufgebaut wurde, die sich nicht scheute, sich gesetzwidriger Methoden zu bedienen. […] Es wird – und damit möchte ich diesen Punkt abschließen – in allem Ernst Zeit, dass sich die demokratisch legitimierten Organe der Republik Österreich fragen, ob dieser Staat die private Femeorganisation des Herrn Ing. Wiesenthal noch braucht.“

## Affäre
Seit 1971 hatte die SPÖ mit absoluter Mehrheit regiert. Kreisky fürchtete, dass diese 1975 nicht zu halten sein würde, und bereitete sich alternativ auf eine SPÖ-FPÖ-Koalition vor, in der Friedrich Peter (dessen Duldung einer SPÖ-Minderheitsregierung er bereits 1970 benötigt hatte) Vizekanzler werden würde. Kurze Zeit vor der Nationalratswahl in Österreich 1975 fand Wiesenthal heraus, dass Peter der 1. Infanteriebrigade der SS angehört hatte, die hinter der Ostfront des Zweiten Weltkriegs Massenmorde an Zivilisten begangen hatte. Peters Einheit tötete im Jahr 1941 mindestens 17.000 Juden und rund 25.000 sowjetische Kriegsgefangene. Im selben Jahr erhielt Peter das Eiserne Kreuz II. Klasse.
Wiesenthal informierte Bundespräsident Rudolf Kirchschläger von seinen Aktenfunden, um Peter als Vizekanzler zu verhindern. Kirchschläger leitete die erhaltenen Informationen an Kreisky und Peter weiter. Eine Veröffentlichung fand vor der Wahl nicht statt.
Vier Tage nach der Nationalratswahl 1975, bei der die SPÖ neuerlich die absolute Mehrheit erreichte, so dass die Koalition mit der FPÖ (vorerst) hinfällig geworden war, machte Wiesenthal seine Vorwürfe gegenüber Peter in einem Pressegespräch öffentlich. Peter behauptete, er sei selbst nicht an Mordaktionen beteiligt gewesen und habe nicht einmal davon gewusst. Der Historiker Martin Cüppers hält es für ausgeschlossen, dass Peter nichts von den Ermordungen wusste, und für unwahrscheinlich, dass er nicht daran beteiligt war.
Kreisky, selbst jüdischer Abstammung und von den Nationalsozialisten 1938 ins Exil gedrängt, verteidigte Peter in einem TV-Auftritt am 10. Oktober 1975: Er glaube Friedrich Peter, dass dieser keiner NS-Kriegsverbrechen schuldig sei. Zudem stellte er den Verdacht in den Raum, Wiesenthal sei selbst ein Nazi-Kollaborateur und Gestapo-Informant gewesen. Vom kommunistischen polnischen Geheimdienst gefälschte Unterlagen, die Kreisky zugespielt wurden, könnten ihn zu der außergewöhnlichen Beschuldigung Wiesenthals getrieben haben. Zudem unterstellte er Wiesenthal „Mafiamethoden“. Die Affäre löste eine Welle von Antisemitismus aus. Kreisky bekam Unterstützung von ehemaligen SS-Angehörigen und Rechtsextremen, Wiesenthal und jüdische Einrichtungen erhielten Drohungen. Weitere Personen streuten Gerüchte über Wiesenthals Zeit im KZ.
Auch Kreisky hielt sich nicht mit antisemitischen Aussagen zurück. In einem voraufgezeichneten Hörfunkinterview mit dem israelischen Rundfunk- und Zeitungskorrespondenten Zeev Barth, in dem Kreiskys Vorwürfe gegen Wiesenthal zur Sprache kamen, er warf Wiesenthal „Methoden einer Mafia“ vor, fragte Barth nach: „Was, bitte schön, haben Sie verstanden unter Mafia?“ Kreisky donnerte daraufhin:

„Sagen Sie einmal, Herr Redakteur, kommen Sie zu mir, und wollen Sie vom Bundeskanzler der Republik Auskünfte haben, oder wollen Sie mit mir ein Verhör machen? Wenn Sie mit mir ein Verhör machen wollen, dann streiche ich gleich alles. Die Juden nehmen sich so furchtbar viel mir gegenüber heraus, und das erlaube ich nicht. Würden Sie den Mut haben, den französischen Ministerpräsidenten so zu fragen? Das ist eine unerhörte Frechheit, ich schmeiße Sie am liebsten gleich hinaus. Weshalb muß ich Ihnen eigentlich da Rede und Antwort stehen?
 Jetzt habe ich genug. Ich bin nicht dazu da, vor der jüdischen, der israelischen Öffentlichkeit mich wie ein Angeklagter zu verantworten …“

Kreisky-Pressesekretärs Johannes Kunz versuchte zu kalmieren („Der Herr Bundeskanzler ist überarbeitet“) und bat vor Ausstrahlung, Kreiskys Wutausbruch in dem Interview nicht zu senden. Barth kam der Bitte zwar nach, teilte jedoch seinen Hörern mit, wie sein Gespräch endete: „Als ich das Büro des Bundeskanzlers eben verlassen wollte, zog mich der Kanzler auf einen Moment zurück und sagte mir, witzig sein wollend: ‚Wenn die Juden ein Volk sind, so ist es ein mieses Volk.‘“ Die Äußerungen des Kanzlers riefen weltweit Empörung hervor.
Wiesenthal klagte; Kreisky musste seine Aussage zurückziehen. Der Publizist Peter Michael Lingens, der darüber im Wiener Nachrichtenmagazin profil schrieb, hielt kritisch fest, den meisten Intellektuellen in Österreich müsse die Haltlosigkeit von Kreiskys Anschuldigungen bewusst gewesen sein; nur ganz wenige hätten sich aber zu öffentlicher Unterstützung Wiesenthals gegen den Kanzler durchringen können.
Lingens wurde wegen geharnischter Kritik am Kanzler („ungeheuerlich“, „unmoralisch“, „opportunistisch“) in erster und zweiter Instanz gerichtlich verurteilt. 1986 wurde dieses Urteil vom Europäischen Gerichtshof für Menschenrechte (EGMR) einstimmig als Verletzung von Art. 10 Europäische Menschenrechtskonvention (Freiheit der Meinungsäußerung) festgestellt und Lingens eine „gerechte Genugtuung“ von über 280.000 Schilling, zahlbar von der Republik Österreich, zugesprochen.
In den 1980er Jahren äußerte Kreisky seinen Verdacht erneut; Wiesenthal klagte nochmals. Kreisky wurde daraufhin wegen übler Nachrede zu einer bedingten Geldstrafe von 270.000 Schilling verurteilt. Wiesenthal kommentierte das später so: „Kreisky hat verloren, und anstatt die Geldstrafe zu bezahlen, ist er gestorben.“
Im Zusammenhang mit der Affäre forderte der Jurist und damalige SPÖ-Klubobmann im Nationalrat, Heinz Fischer, möglicherweise aus Loyalität Kreisky gegenüber, einen Untersuchungsausschuss gegen Wiesenthal, obwohl solch ein Ausschuss des Parlaments (im Rahmen der Gewaltenteilung bestehendes Kontrollorgan der gesetzgebenden gegenüber der vollziehenden Staatsgewalt) schon seinem Wesen nach nur Vorgänge der staatlichen Vollziehung und nicht Aktivitäten von Privatpersonen zu untersuchen hat. Ein Untersuchungsausschuss wurde nicht eingesetzt.
Als Bundespräsident zeichnete Fischer Wiesenthal 2005 mit dem Großen Goldenen Ehrenzeichen für Verdienste um die Republik Österreich aus.

## Hintergrund
Der Historiker Tom Segev beschreibt den Konflikt zwischen Kreisky und Wiesenthal als nicht zuletzt sozialpsychologisch motiviert: Der „Nazi-Jäger“ stammte aus einer Jiddisch sprechenden und strenggläubigen ostjüdischen Familie in Galizien, während Kreisky in einem assimilierten, großbürgerlichen Umfeld aufgewachsen war. Wie sehr viele aus dieser Schicht fühlte sich der Bundeskanzler nicht als Angehöriger einer jüdischen Religions- bzw. Schicksalsgemeinschaft und wehrte sich dagegen, von Wiesenthal eine solche Identität „aufgezwungen“ zu bekommen. Wiesenthal hingegen betrachtete diese Haltung Kreiskys als „jüdischen Selbsthass“.